# Heterabraxas fulvosparsa
Heterabraxas fulvosparsa är en fjärilsart som beskrevs av George Francis Hampson 1895. Heterabraxas fulvosparsa ingår i släktet Heterabraxas och familjen mätare. Inga underarter finns listade i Catalogue of Life.